# Alain Hautecœur
Pour les articles homonymes, voir Hautecœur.
Alain Hautecœur, né le 23 décembre 1940 à Cuffies et mort le 11 janvier 2024 à Nice, est un homme politique et un avocat français.

## Biographie
Considéré comme le « dauphin » d'Édouard Soldani au début des années 1980 pour sa succession à la mairie de Draguignan, Alain Hautecœur, qui avait épousé la fille d'Édouard Soldani, fut rejeté par ce dernier quand il divorça. Il quitta alors la vie politique dracénoise pour se consacrer à son métier d'avocat à Nice, au sein de la SELARL Hautecœur-Ducray.

## Détail des fonctions et des mandats
Mandats parlementaires
- 19 mars 1978 - 22 mai 1981 : Député de la 1re circonscription du Var
- 21 juin 1981 - 1er avril 1986 : Député de la 1re circonscription du Var

Il a présidé la commission d'enquête parlementaire sur les activités du Service d'action civique, à la suite de la tuerie d'Auriol en 1981, qui a abouti à la dissolution du SAC.